# Ділавар Хан Хусейн
Ділавар Хан Хусейн — губернатор провінції Малава, засновник Малавського султанату після здобуття незалежності від Делі.

## Життєпис
Після служби при дворі у Делі був призначений губернатором Дхара. На тому посту він став наступником сина Фіроз Шаха, Мухаммада ібн Фіроза, майбутнього султана Мухаммад-шаха. Останній був ув'язнений у Делі. Повсталого принца у його боротьбі за трон підтримували багато губернаторів, у тому числі й Ділавар Хан. Після 1398 року Малава відокремилась від Делійського султанату, а Ділавар Хан став самостійним правителем, прийнявши ім'я Амід Шах Дауд.
З 1401 року його почали згадувати в хутбі мечетів Малави, що свідчило про остаточне відокремлення від Делійського султанату. Помер 1405 року, припускають, що його отруїв власний син Хошанг Шах. що зайняв трон.